# Distrito de Vejle
El distrito de Vejle (Vejle Amt en danés) era uno de los 16 distritos en que se dividía administrativamente Dinamarca hasta 2006. Ubicado principalmente en la zona centro-oriental de la península de Jutlandia, su capital era la ciudad de Vejle.
A partir del 1 de enero de 2007, el distrito fue dividido entre las nuevas regiones de Midtjylland y Syddanmark, como parte de la reforma administrativa implementada en el país. La capital del distrito, Velje, se convirtió desde esa fecha en la capital de la región de Syddanmark.
Estaba compuesto por 16 comunas:
| - Brædstrup - Børkop - Egtved - Fredericia - Gedved - Give - Hedensted - Horsens | - Jelling - Juelsminde - Kolding - Lunderskov - Nørre-Snede - Tørring-Uldum - Vamdrup - Vejle |